# Alexander Posey
Alexander Posey (Eufaula (Oklahoma), 1873 – 1908) fou un poeta, humorista, periodista, i polític amerindi muscogee/creek.

## Primers anys
Alexander Posey va néixer el 3 d'agost de 1873 vora l'actual Eufaula, Nació Creek. Era el més gran de dotze fills, i els seus pares eren Lawrence Hance Posey, que era escoto-irlandès, i Nancy Phillips Posey (nom creek Pohas Harjo), que era Muscogee Creek i membre de la família Harjo.
A causa que la mare de Posey era del poble tribal de Tuskegee i que la pertinença a un clan creek segueix línies matrilineals, el mateix Posey va ser membre del clan del Vent de Tuskegee. Encara que el pare de Posey, anomenat Lewis H. Posey, va néixer de pares euroamericans, ell es va considerar creek. Va ser criat en la Nació Creek des que va quedar orfe, va parlar el muskogi amb fluïdesa, i va ser membre de la ciutat tribal Broken Arrow. Fins a 14 anys parlava només muskogi fins que el seu pare va insistir que parlés anglès i el va castigar si parlava en la seva llengua materna. A partir d'aquest moment, Posey va rebre una educació europea, incloent tres anys a la Universitat Índia Bacone a Muskogee (Oklahoma).
El 1896 Posey es va casar amb Minnie Harris, una mestra d'escola. Junts van tenir tres fills, Yahola Irving, Pachina Kipling, i Wynema Torrans, cadascun amb un segon nom que reflecteix els herois literaris de la parella.

## Carrera
Posey va estudiar literatura a Bacone. Va llegir naturalistes com John Burroughs i Henry David Thoreau, qui el van inspirar a escriure sobre el paisatge de la seva infància.
Posey treballà a l'Indian Journal, on hi va publicar poemes. En 1895 fou elegit membre del Consell Nacional Creek. També fou director d'un orfenat creek.
El 1901 Posey edità el periòdic Eufaula Indian Journal i va rebre el reconeixement nacional per la fundació del primer diari publicat per amerindis.
El 1906, Posey va ser secretari de la Convenció Constitucional Sequoyah. D'acord amb l' Enciclopèdia d'Oklahoma , se li atribueix haver escrit la major part de la constitució de l'Estat de Sequoyah.

## Cartes de Fus Fixico
Com Posey va perfeccionar les seves habilitats satíriques, va crear un personatge de ficció, Fus Fixico (nom Muscogee Creek per "Ocell sense Cor"), cartes editorials que van ser publicats a l'Indian Journal. Fus Fixico era un tradicionalista Muscogee de pura sang, que escrivia cartes sobre la seva vida quotidiana o els comptes detallats del que havia sentit parlar de l'home medicina fictici Muscogee Hotgun tenia una audiència d'avis creek: Kono Harjo, Tookpafka Micco, i Wolf Warrior. Aquests monòlegs es donen en dialecte muskogi.
Les cartes Fus Fixico tenien aspectes de nostàlgia, però són principalment comentaris polítics durs sobre la Nació Muscogee, Territori Indi, i la política nord-americana. Aquesta va ser una època d'agitació política, perquè terres dels creek es dividiren en assignacions individuals en el marc de la Llei de Dawes. Per la Llei de Curtis de 1898 els governs i les institucions tribals foren destruïdes, aplanant el camí perquè el territori indi per esdevenir l'estat d'Oklahoma. Polítics experimentats de les anomenades cinc tribus civilitzades van intentar crear un Estat de Sequoyah controlat pels amerindis, però les seves propostes van ser rebutjades pel Govern Federal dels Estats Units. Posey va ser secretari de la convenció per a l'Estat de Sequoyah el 1905 de Sequoyah. Les seves cartes Fus Fixico de 1902-1908 es burlaven de la condició d'Estat debatuda. Diversos diaris nord-americans van proposar publicar les cartes Fus Fixico a nivell nacional, però Posey es van negar. Els seus lectors eren dins el Territori Indi, i no creia que el públic no-natiu entendria l'humor.
L'anomenada literatura en dialecte era extremadament popular en l'inici del segle xx. En general, la literatura en dialecte imitava el dialecte afroamericà, però la família de Posey també va llegir àvidament Robert Burns, que va escriure poesia en scots. El pare de Posey llegis escriptors dialectals com Max Adler, Josh Billings, Paul Laurence Dunbar i James Whitcomb Riley. Alexander Posey va veure el dialecte com a mitjà de reflectir els estils de l'oratòria muscogee en anglès i no li importava els escriptors dialectals que simplement l'utilitzaven perquè era moda en el moment: "Aquestes històries dialectals de botigues de cigars índies ... no enganyaran a ningú que hagi viscut «sis mesos a la comissaria." Igual que l'aborigen de fusta, que són el producte de la fàbrica d'un home blanc, i no s'assemblen a l'article real."

## Mort
Alexander Posey i un amic intentaren travessar el riu North Canadian, quan es va ofegar en el riu inundat el 28 d'abril de 1908, a l'edat de 34 anys. Posey és enterrat al Cementiri Greenhill a Muskogee.

## Obres publicades
- Posey, Alexander Lawrence, author. Minnie H. Posey, ed. (2010). The Poems Of Alexander Lawrence Posey: Alex Posey, The Creek Indian Poet. Kessinger Press. ISBN 978-1-163-08652-0.
- Posey, Alexander. Matthew Wynn Sivils, ed. (2009) Lost Creeks: Collected Journals. Lincoln: University of Nebraska Press. ISBN 978-0-8032-1628-0.
- Posey, Alexander. Matthew Wynn Sivils, ed. (2008) Song of the Oktahutche: Collected Poems. Lincoln: University of Nebraska Press. ISBN 978-0-8032-2053-9.
- Posey, Alexander. Matthew Wynn Sivils, ed. (2005). Chinnubbie and the Owl: Muscogee (Creek) Stories, Orations, and Oral Traditions. Lincoln: University of Nebraska Press. ISBN 978-0-8032-3746-9.
- Posey, Alexander, author. Daniel Littlefield, Jr. and Carl A. Petty Hunter, ed. (1993) The Fus Fixico Letters. Lincoln: University of Nebraska Press. ASIN B001QREZM0.
- Posey, Alexander (1968). "Journal of Alexander Lawrence Posey." Chronicles of Oklahoma. ASIN B003ZW6ZHM.
- Posey, Alexander (1968). "Journal of Creek Enrollment Field Party, 1905." Chronicles of Oklahoma. ASIN B003ZWAAOG.